# セコイア (スーパーコンピュータ)
Sequoia（セコイア）は、IBMが開発した、アメリカ合衆国 国家核安全保障局(NNSA) ローレンス・リバモア国立研究所(LLNL)設置のスーパーコンピュータの名称。2009年に開発が発表され、開発中の2012年6月に演算性能16.32ペタフロップスでTOP500の1位となり、世界最速のコンピュータとなった。2012年完成時は20.13 ペタフロップス。小規模なプロトタイプ版にDawnがある。

## 概要
Sequoiaは、アメリカ合衆国の国家核安全保障局(NNSA)がASC計画の一環として使用するための、IBMが構築するペタスケール（ペタFLOPS級）のBlue Gene/Qスーパーコンピュータである。2009年の発表では、2011年にローレンス・リバモア国立研究所(LLNL)に提供され、2012年7月に完成予定である。
2012年6月14日に発表されたTOP500で、従来1位の京の 10.51 ペタフロップスを 55% 上回る、LINPACK性能 16.32 ペタフロップスで1位となった。更にエネルギー効率でも、京の消費電力 12.6 メガワット対して、消費電力 7.9メガワットとなり、上回った 。
Sequoiaは、POWER系のプロセッサIBM A2を搭載し、ファイルシステムで接続された約98,000個のノードではCompute Node Linuxが、768個のI/OノードではRed Hat Enterprise Linuxが稼働している。
なお「セコイア」とは世界有数の高さを誇るスギ科の針葉樹で、ASC/LLNLのセコイアの資料にはセコイアの絵も描かれている。
2022年に納入される次世代のEl Capitanを設置するため、2020年1月31日に停止され解体・撤去された。

## プロトタイプのDawn
IBMはまた、Sequoiaの設計の評価用に、Blue Gene/Pをベースとした500テラフロップスの能力を持つ、より小型のDawnと呼ばれるプロトタイプを構築した。このシステムは2009年4月に提供され、2009年6月のTOP500で9位となった。

## 目的
Sequoiaの主要目的は核兵器のシミュレーションで、ローレンス・リバモア国立研究所で現在使用されている Blue Gene/L および ASC Purple スーパーコンピュータを置き換える予定である。Sequoiaはまた、天文、エネルギー、ヒトゲノム研究、気象変動などの科学技術目的のためにも使用された。

## 設計

### ノードアーキテクチャ
Sequoiaは、第三世代のBlue GeneデザインであるBlue Gene/Qデザインにより構築された。約3000平方フィートのエリアに設置された96のラックに、160万個のプロセッサコアと1.6ペタバイト (PB) のメモリを含む、98,304のコンピュータノードにより構成される。プロセッサは45nm製造プロセスの、16または8コアのPower ArchitectureのIBM A2である。

### ジョブスケジューラ
ローレンス・リバモア国立研究所(LLNL)はSequoiaの資源管理のために、プロトタイプのDawnや中国の天河一号Aでも使用されているSLURMジョブスケジューラを使用。

### ファイルシステム
ローレンス・リバモア国立研究所(LLNL)は、ファイルシステムの性能優位と先進機能を得るために、並列ファイルシステムとしてLustreを採用し、Lustre OSD (Object Storage Device)としてZFSをLinuxに移植した。

### 消費電力
完成後のシステムは約6メガワット（MW）の消費電力となるが、「ワット当たりの性能」の大幅な向上を予定している。Blue Gene/Qの設計では3000Mflops/ワットとなる予定だが、置換え予定のBlue Gene/Pより7倍効率的で、2011年6月のTOP500 1位であった京_(スーパーコンピュータ)より3倍効率的である。

## 参照
1. 1 2  NNSA awards IBM contract to build next generation supercomputer
2. ↑  Lawrence Livermore’s Sequoia Supercomputer Towers above the Rest in Latest TOP500 List - TOP500 Press Release Archived 2012年8月9日, at WebCite
3. ↑  TOP500 Press Release Archived 2012年8月9日, at WebCite
4. ↑  BBC News - IBM supercomputer overtakes Fujitsu as world's fastest
5. ↑  IBM supercomputer overtakes Japan's Fujitsu as world's fastest
6. ↑  Sequoia Update SCICOMP 2011 - ASC/LLNL - IBM(PDF) 2011年更新資料
7. ↑  “Sequoia撤去、El Capitanの設置場所を確保”. HPCwire Japan (2020年3月3日). 2021年7月8日閲覧。
8. ↑  Dawn Ranking History
9. ↑  Multi-Petascale Computing on the Sequoia Architecture
10. ↑  ZFS on Linux for Lustre Archived 2014年10月31日, at the Wayback Machine.
11. ↑  The Top500 List - June 2011
12. ↑  The Green500 List - June 2011[リンク切れ]